# Arturo Noci
Arturo Noci, né le 23 avril 1874 à Rome et mort le 23 août 1953 à New York, est un peintre italien. 

## Biographie

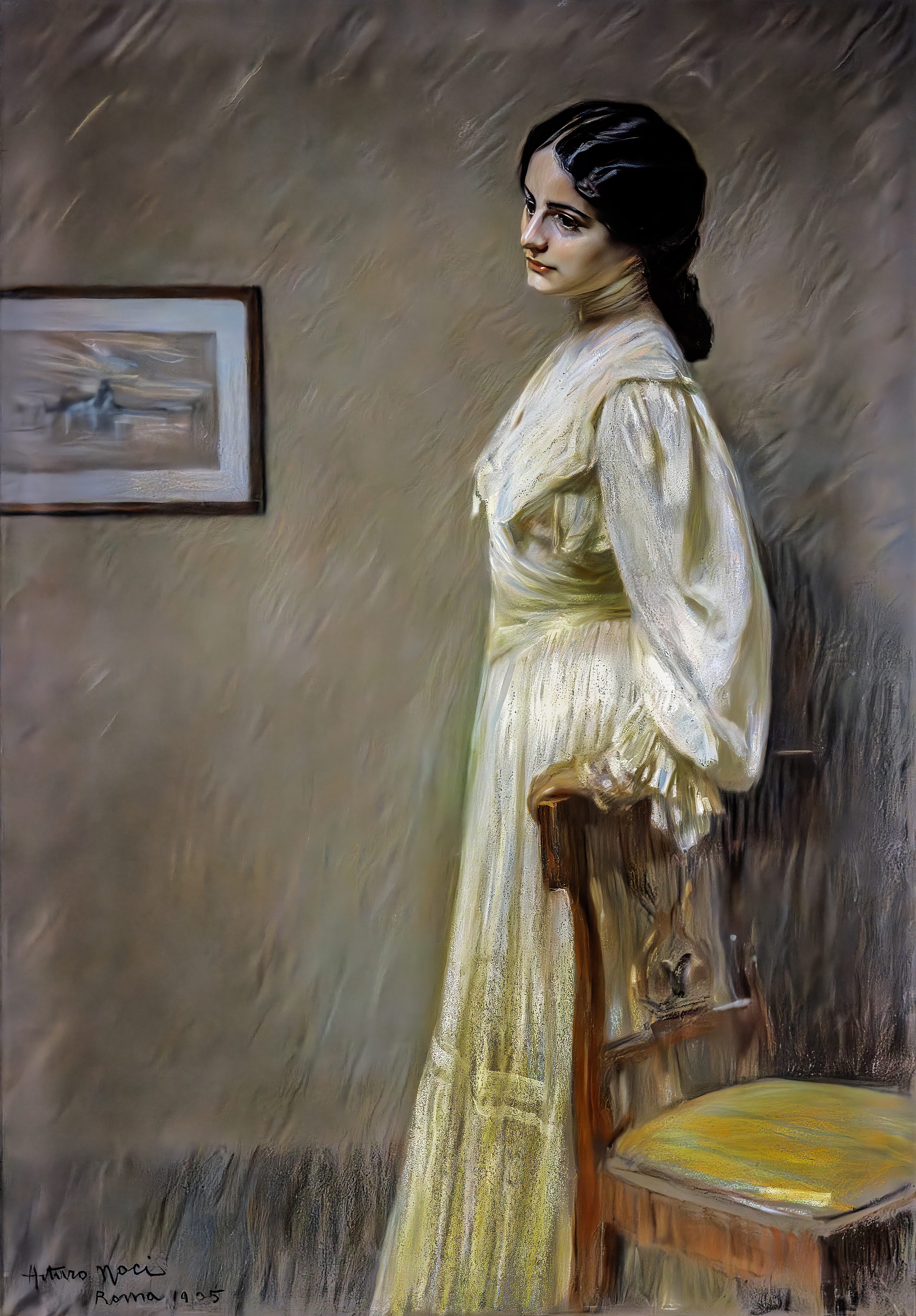
Portait en jaune, pastel sur carton, 1905, collection privée.

Dès l'enfance, il montre une prédilection pour la peinture, à tel point que lorsqu'il atteint l'âge des études supérieures, il décide de s'inscrire à l'Académie des Beaux-Arts du Capitole.
Au début, ses études se concentrent sur les peintures représentant des paysages. Certaines d'entre elles, présentées lors de l'exposition annuelle organisée au Palais des expositions de Rome par la Société des Amoureux et des Beaux-Arts, marquent l'entrée d'Arturo Noci dans le monde de l'art officiellement reconnu par la critique.
Le début du XXe siècle représente pour l'artiste le tremplin vers de plus en plus de succès, ce qui le conduit à exposer ses œuvres à la Biennale de Venise. À cette occasion, l'œuvre qui recueille le plus grand consensus est le Jardin abandonné de 1901.
Parallèlement à la réalisation de travaux paysagers, Arturo Noci commence l'étude de la subdivision de la couleur selon les dogmes du divisionnisme, un nouveau courant pictural né à Rome, adoptant la technique pendant une dizaine d'années.
Au cours de ces années, Arturo Noci est reconnu comme l'une des principales expressions artistiques nationales et cette considération de la critique vaut sa nomination comme membre de l'Accademia di San Luca à Rome, dont le but est toujours de promouvoir les œuvres d'art, d'élever l'art de l'artiste et d'honorer les mérites de ce dernier pour honorer les mérites des artistes et des érudits.
Après 1914, Arturo Noci adhère au nouveau courant pictural de la Sécession romaine, créant certains de ses chefs-d'œuvre les plus célèbres, dont L'Orange qui est achetée par la toute nouvelle Galerie nationale d'Art moderne et contemporain de Rome.
En 1923, Arturo Noci décide de s'installer définitivement aux États-Unis. À New York, il trouve la dimension idéale pour créer de nouveaux chefs-d'œuvre comme le Venetian Piscivendolo.
Il meurt en 1953 des suites d'un accident de la route.